# William Lubtchansky
William Lubtchansky (Vincennes, 26 ottobre 1937 – Parigi, 4 maggio 2010) è stato un direttore della fotografia francese.

## Biografia
È stato collaboratore abituale di autori quali Jean-Marie Straub e Danièle Huillet, Otar Ioseliani e Jacques Rivette, lavorando in due occasioni anche con Jean-Luc Godard, nei film Si salvi chi può (la vita) del 1980 e Nouvelle vague del 1990.
È morto nel 2010 per una crisi cardiaca.

## Filmografia parziale
- L'età selvaggia (Un été sauvage), regia di Marcel Camus (1970)
- Tempo d'amore (Ça n'arrive qu'aux autres), regia di Nadine Trintignant (1971)
- I violini del ballo (Les violons du bal), regia di Michel Drach (1974)
- Le Boucher, la star et l'orpheline, regia di Jérôme Savary (1975)
- Si salvi chi può (la vita) (Sauve qui peut (la vie)), regia di Jean-Luc Godard (1980)
- La signora della porta accanto (La femme d'à côté), regia di François Truffaut (1981)
- Le Pont du Nord, regia di Jacques Rivette (1981)
- Merry-Go-Round, regia di Jacques Rivette (1981)
- Troppo presto, troppo tardi (Trop tôt, trop tard), regia di Danièle Huillet e Jean-Marie Straub (1982)
- Rapporti di classe (Klassenverhältnisse), regia di Danièle Huillet e Jean-Marie Straub (1984)
- L'amore in pezzi (L'amour par terre), regia di Jacques Rivette (1984)
- Shoah, regia di Claude Lanzmann (1985)
- L'estate prossima (L'été prochain), regia di Nadine Trintignant (1985)
- La puritana, regia di Jacques Doillon (1986)
- I Love You, regia di Marco Ferreri (1986)
- Nouvelle vague, regia di Jean-Luc Godard (1990)
- Le Petit Criminel, regia di Jacques Doillon (1990)
- La bella scontrosa (La belle noiseuse), regia di Jacques Rivette (1991)
- Caccia alle farfalle (La chasse aux papillons), regia di Otar Iosseliani (1992)
- Giovanna d'Arco - Parte I: Le battaglie (Jeanne la Pucelle I - Les batailles), regia di Jacques Rivette (1993)
- Giovanna d'Arco - Parte II: Le prigioni (Jeanne la Pucelle II - Les prisons), regia di Jacques Rivette (1993)
- La buena vida, regia di David Trueba (1996)
- Briganti (Brigands, chapitre VII), regia di Otar Iosseliani (1996)
- Secret défense, regia di Jacques Rivette (1998)
- Sicilia!, regia di Danièle Huillet e Jean-Marie Straub (1999)
- Addio terraferma (Adieu, plancher des vaches!), regia di Otar Iosseliani (1999)
- Chi lo sa? (Va savoir), regia di Jacques Rivette (2001)
- Lunedì mattina (Lundi matin), regia di Otar Iosseliani (2002)
- Piccoli tradimenti (Petites coupures), regia di Pascal Bonitzer (2003)
- Storia di Marie e Julien (Histoire de Marie et Julien), regia di Jacques Rivette (2003)
- Genesis, regia di Claude Nuridsany e Marie Pérennou (2004)
- Une visite au Louvre, regia di Danièle Huillet e Jean-Marie Straub (2004)
- Les Amants réguliers, regia di Philippe Garrel (2005)
- Giardini in autunno (Jardins en automne), regia di Otar Iosseliani (2006)
- La duchessa di Langeais (Ne touchez pas la hache), regia di Jacques Rivette (2007)

## Riconoscimenti
- Mostra internazionale d'arte cinematografica
  - 2005 - Premio Osella per il migliore contributo tecnico per Les Amants réguliers
- Premio César
  - 2006 - Candidatura alla migliore fotografia per Les Amants réguliers